# 沙犬牙石首魚
沙犬牙石首魚為輻鰭魚綱鱸形目鱸亞目石首魚科的其中一種，分布於西大西洋區的墨西哥灣海域，本魚體銀灰色且具不顯眼的斑點，腹部銀色。骨盆和臀鰭白色偏黃，內鰓蓋黑色。口大且斜，下頜稍突出，上顎具大型犬齒狀的牙齒，背鰭硬棘9-11枚，背鰭軟條25-29枚，臀鰭硬棘2枚，臀鰭軟條10-12枚，體長可達63.5公分，棲息在沙底質淺海，可做為食用魚。